# Maria Villares
Maria Villares (São Paulo - 1940) vive e trabalha em São Paulo desde o decênio de 1950, quando iniciou seus estudos em desenho e pintura com Nélson Nobrega e em história da arte com Gilda Seraphico. Para a artista, ainda que o desenho seja o fio condutor de seus trabalhos, ele não a limita, antes oferece experiência irrestrita de criação artística. Tanto assim, que dedicou sua carreira não só ao desenho e à pintura, mas também à escultura, à gravura e à cerâmica. A partir do decênio de 1970, frequentou Carlos Fajardo e Dudi Maia Rosa, assim como a Escola Brasil de Arte. Após um período de especialização e investigação em cerâmica e escultura, no Brasil e na Itália, retomou a pintura e realizou sua primeira individual na Galeria Nara Roesler, em 1994.

Maria Villares em seu ateliê

	As séries de trabalhos que se entrecorrem nos anos que seguem, exibidos no Brasil e no exterior, em individuais e coletivas, a exemplo de Muito além da Maçã e Nexus, são efeitos imoderados dos processos criativos de Maria Villares: somatórias, que, assim como as técnicas, interpõem-se, a fim de gerar imagens extraordinárias. 

## Crônica Artística
Maria Villares é artista que muito jovem ingressou no universo das artes. Seu talento natural jamais foi pretexto para menosprezar sua formação; assim, ainda adolescente, pediu à família que a matriculasse no curso de desenho e pintura com Nélson Nobrega. Já nesses anos iniciais, como aluna da escola de artes do MAM/SP, participou de sua primeira exposição coletiva, em 1957. Dois anos depois, ingressou em Ciências Sociais na USP e, no mesmo ano, iniciou curso em história da arte com Gilda Seraphico. 
	Ainda que nos dois decênios que seguem tenha se ocupado da família, Maria Villares não deixou de exercitar sua inclinação artística, e direcionar sua atenção à instrução. Por mais que tenha iniciado uma formação em xilogravura com Ângela Leite e em calcogravura com Dudi Maia Rosa, assim como frequentado a Escola Brasil de Arte e o ateliê de Carlos Fajardo, aprimorando as habilidades de desenho e pintura, é à cerâmica que a artista passou a se dedicar.
	Em 1980, partiu para a Penland School of Craft, nos Estados Unidos, onde aprimorou as técnicas de modelagem e do processo de queima. De volta ao Brasil, desenvolvendo sua arte, iniciou, nos anos que seguiram, uma série de exposições coletivas em São Paulo e Rio de Janeiro. 

S. Título - gravura em metal / 40 x 53cm / 2006

	O trabalho com a cerâmica incitou Maria Villares à experimentação em escultura e, na Itália, mais precisamente do Centro d’Arte Verrocchio, a artista encontrou formação adequada à sua inquietude.
	Essa viagem não só possibilitou o aprimoramento técnico e artístico da ceramista como também redirecionou uma vez mais a atenção da artista para a arte bidimensional. Sem jamais abandonar a cerâmica, arte que a projetou nacionalmente, levando-a à mostrar-se no Panorama da Arte Atual Brasileira, no MAM/SP, em 1991, e a receber, no mesmo ano, seu primeiro prêmio em salão de arte de Curitiba, Maria Villares passou então a exibir inúmeras pinturas, desenhos e gravuras em mostras coletivas e Salões de Arte pelo Brasil.
	Em 1994, realizou sua primeira exposição individual, na Galeria Nara Roesler; e outras duas que se seguiram, em 1995, no Paço Municipal de Santo André e no Espaço Institucional da Bayer. O grande sucesso dessas exposições projetou, no ano seguinte, a artista novamente aos Estados Unidos, dessa vez entretanto, para expor suas obras em Washington D.C., no Brazilian-American Cultural Institute.
	Ainda em 1996, uma provocação de Sérgio Pizoli e Ricardo Ribenboim fez com que 13 artistas proeminentes, dentre os quais Edmilson Nunes e Rosana Paulino, encarassem um projeto experimental de ocupação do espaço físico do edifício do Paço das Artes, ainda em construção, com propostas elaboradas a partir de uma citação de Paul Valéry. Maria Villares, apoderando-se então do subsolo, realizou um site specific em que os elementos essenciais da constituição da matéria, como a terra e a água (como consideravam os filósofos pré-socráticos), simbolizassem a mulher e a fertilidade.
	Não esperava a artista entretanto que essa experiência espacial a conduziria a ocupar, em 1998, a fachada de um edifício no centro de São Paulo. Dedicando-se à Arte pública, Maria Villares pintou mural que cobre a empena de um hotel localizado na av. Cásper Líbero e que fazia parte de uma grande proposta de revitalização do centro de São Paulo, organizado pela prefeitura da cidade.
	A elaboração do espaço tridimensional foi também um dos temas que conduziu a artista à realização de uma série de trabalhos que redundariam na série “Muito Além da Maçã”. Levada em 1999 à Galeria Nara Roesler e em 2001 à Secretaria de Estado da Cultura do Paraná, a série comentava o espaço, mas principalmente o corpo da mulher. A fruta dissecada era metáfora não só do pecado original, mas sobretudo da origem cromossômica da vida, assim, do próprio corpo da artista. Os desenhos em polietileno ou papel vegetal, assim como as formas tridimensionais, identificavam a maçã como matriz simbólica de representações sacralizadas, anatômicas e eróticas do fruto que se queria proibido.
	Não obstante Maria Villares atue na arte nas suas mais diferentes vertentes, pintando, esculpindo ou gravando, ocupando espaços e desenvolvendo ideias e temas, há uma constante que orienta o modo como a artista lida com seu trabalho. O desenho, no sentido mais alargado do termo, é a matéria que concede autonomia plástica à pintora, gravadora ou escultora. Possibilitando-a alargar-se no espaço ou restringir-se no papel. 
	Se na série Muito além da Maçã o desenho é elo que surge insinuando ora formas eróticas ora científicas, na série Nexus, iniciada em 2001, é elemento que une grande parte da trajetória artística de Maria Villares. Pinturas, gravuras e objetos, elaborados a partir da observação de teias de aranhas embebidas pelo orvalho da manhã, são agora metáforas de memórias tecidas no tempo. Eras que se condensam em síntese de imagens surpreendentes. Os casulos, as redes e as tramas que se tecem, desenham-se ou se gravam nos mais diferentes suportes, exibem-se em mostras individuais e coletivas, com destaque para a Bienal de Gravura do Ceará, a Bienal de Florença e o Pratt Institute de Nova Iorque.

Instalação para a exposição Tecendo o Tempo - Biblioteca Brasiliana Guita e José Mindlin, 2019.

	Nexus é série que se estende como teia não só no espaço, mas também no tempo. Ainda que iniciada no início dos anos 2000, teve sua figuração mais recente no grande vão interno da Biblioteca Brasiliana Guita e José Mindlin, apropriando-se do espaço e propondo novas considerações arquitetônicas. 

## Formação
- Gravura em metal com Ernesto Bonato. Ateliê Piratininga, São Paulo, 2004-08.

- Encontros Disparadores com Sérgio Lima. São Paulo, 2000-03.

- Ateliê de gravura em metal com Cláudio Mubarac. Museu Lasar Segall, São Paulo, 2000-03.

- Monotipia. London Print Studio, Londres, 1998.

- Desenho e pintura com Selma Daffré e Carlos Daniel. São Paulo, 1988-91.

- Litografia com Ivone Couto. São Paulo, 1987-89.

- Desenho e escultura. Centro D’Arte Verrocchio, Casole d’Elsa, 1987.

- Cerâmica com Alberto Cidraes, Jeremy Fiennes, Yoshiro Ikeda, Maria do Barro, Cynthia Bringle, Jacques Bucholtz. Simpósio Paranaense de Cerâmica, Curitiba, 1981-88.

- Cerâmica com Ofra Grinfeder. Ron Meyers - Penland School of Crafts, Penland (EUA). 1980.

- Desenho e pintura com Carlos Fajardo. São Paulo, 1977-79.

- Desenho na Escola Brasil, São Paulo, 1977-79.

- Gravura em metal com Dudi Maia Rosa. São Paulo, 1977-79.

- Xilogravura com Ângela Leite. São Paulo, 1977-79.

- Desenho com Anna Barros e Sarah Goldman, São Paulo, 1975.

- História da Arte e da Música com Gilda Seraphico. São Paulo, 1959-63.

- Ciências Sociais (incompleto) – FFLCH/USP, São Paulo, 1959-60.

- Desenho e pintura com Nelson Nóbrega. São Paulo, 1954-58.

## Exposições Individuais
Maria Villares - Tecendo o tempo. Biblioteca Brasiliana Guita e José Mindlin, São Paulo, nov. 2019. Luiz Bagolin e Fabrício Reiner (cura)
Entre Nós – litografias e aquarelas. Graphias Casa da Gravura, São Paulo, abr. 2015. Vera d’Horta (cura).
Maria Villares – Trabalhos em Papel e Objetos. Livraria Capítulo 4, São Paulo, 2009.
Maria Villares – pinturas, monotipias e objetos. Galeria Berenice Arvani, São Paulo, mar. 2008. Maria Alice Milliet (cura).

O Estado de S. Paulo - 14 de julho de 1999

Maria Villares – Nexus. Atica Galeria de Arte, Buenos Aires, mar. 2007.
Maria Villares – Nexus. Galeria Berenice Arvani.São Paulo, out. 2006.
Maria Villares Sobre Papel. Galeria de Arte Graça Landeira, Belém, out. 2004. (realização UNAMA).
Encontros, gravuras e aquarelas. Gravura Brasileira, São Paulo, 2004. (individual simultânea).
Papéis: 1998-2001. Galeria Nara Roesler, São Paulo, set. 2001. Margarida Sant’Anna (cura).
Muito Além da Maçã. Hall da Secretaria do Estado da Cultura, Curitiba, jul. 2001. Maria Alice Milliet (cura).
Muito Além da Maçã. Galeria Nara Roesler, São Paulo, jul. 1999. Maria Alice Milliet (cura).
Maria Villares – pinturas. Brazilian-American Cultural Institute, Washington D.C., 1997.
Maria Villares pinturas e esculturas. Espaço Indústrias Bayer S.A., São Paulo, 1995.
Gravetos com História. Paço Municipal, Santo André, jun. 1995.
Maria Villares. Galeria Nara Roesler, São Paulo, nov. 1994.

## Exposições Coletivas
46a. Chapel Art Show. Colégio Maria Imaculada, São Paulo, out. 2017.
Territorien – Ponte Cultura. Nuremberg, set. 2017. (curadoria Ana Cristina Mendes)
Tão Perto, Tão Distante. Casa Contemporânea, São Paulo, fev. 2017. (curadoria Ana Angélica Albano)
APAP 35 anos. Museu de Arte Contemporânea, Campinas, 2017.
APAP 35 anos. Mackenzie Centro Histórico e Cultural, São Paulo, 2017.
Pistas – Ponte Cultura. Espaço Nexus, São Paulo, 2017.
APAP 35 anos. Galeria Marta Traba, Memorial da América Latina, São Paulo, 2016.
Imagem & Haicai. Museu Histórico Paulo Setúbal, Tatuí, 2016.
APAP 35 anos. Pinacoteca Benedicto Calixto, Santos, 2016.
Projeto 15 X 15 APAP/UNESP. Espaço Cultural UNESP, São Paulo, 2016.
45a. Chapel Art Show. Colégio Maria Imaculada, São Paulo, out. 2015.
Bienal de Florença. Arte Contemporânea. Florença, 2015.
Imagem & Haicai. Biblioteca do Memorial da América Latina, São Paulo, 2015.
Livraria de Artistas. Galeria Gravura Brasileira, São Paulo, maio 2014.
44a. Chapel Art Show. Escola Maria Imaculada, São Paulo, abr. 2014.
Gravura Brasileira – SP Estampa. São Paulo, 2014.
Haikai Imagens – Convergências. Espaço Cultural Parque da Água Branca, São Paulo, nov. 2013.
Amor Paixão – Liebe Leidenschaft. Pinacoteca Municipal, São Bernardo do Campo, set. 2013.
3o. Encontro Ponte Cultura e.V. Brasil e Alemanha em São Bento do Sapucaí. Amanti-kir “o mito”. Centro Operário São José e Paço Municipal Miguel Reale, ago. 2013.
Tenet 13. Casa Museu do Objeto Brasileiro, São Paulo, 2013.
SP Estampa 2013. Gravura Brasileira, São Paulo, 2013.
Arte Contemporânea. Galeria Sotero Cosme, Porto Alegre, 2013.
43a. Chapel Art Show. Escola Maria Imaculada, São Paulo, out. 2012.
Amor Paixão – Liebe Leidenschaft. AEG, Nuremberg, 2012.
Tenet 12. Casa Museu do Objeto Brasileiro, São Paulo, 2012.
Grabado Contemporáneo de Brasil y Manifestaciones Dominicanas. Galeria Jorge Albert Manrique e Casa de la Cultura, Celaya, 2012. 
2º Leilão de Arte Bem Querer Mulher. Pinacoteca do Estado, São Paulo, 2011. 
SP Estampa. Gravura Brasileira, São Paulo, 2011.
42a. Chapel Art Show. Escola Maria Imaculada, São Paulo, out. 2011.
Gravadores Brasileiros Contemporâneos. IVEC - Instituto Veracruzano de la Cultura, Jardin de las Esculturas, Xalapa, 2011.
Semana Nacional do Doador de Órgãos. Faculdade de Medicina – Hospital das Clínicas, São Paulo, 2011.
41a. Chapel Art Show. Escola Maria Imaculada, São Paulo, out. 2011.
El Camino Del Grabado. Instituto Cultural Brasil-Venezuela, Caracas, 2010.
Caminos del grabado Brasil/França/Venezuela. Gravura Brasileira, São Paulo, 2010.
Gravadores Brasileiros Contemporâneos. Águas Calientes, 2009. 
Paisagem Urbana, Interiores. Barão 955, São Paulo, set. 2009.
Impressões, Gravadores Brasileiros e Franceses. Galeria Gravura Brasileira, São Paulo, ago. 2009.
Água - Wasser - Water. Museu de Arte Contemporânea Dragão do Mar, Fortaleza, 2009.
Múltiplos. Galeria Gravura Brasileira, São Paulo, 2008.
Água - Wasser - Water. Nurenberg, 2008.
39a. Chapel Art Show. Escola Maria Imaculada, São Paulo, 2008.
Paint a Future. Galeria Múltipla, São Paulo, 2008.
Paint a Future. Museu Histórico de Santa Catarina, Florianópolis, maio 2008.
Gravadores Brasileiros Contemporâneos. Museu de Arte Cidade Juarez, Chihuahua, Patzcuaro e Águas Calientes, 2008. 
Print Installations from Brazil. Pratt Institute, Nova Iorque, 2008.
Entretiras. Círculo 3 – Espaço de Arte SP, São Paulo, 2008.
Perto dos Olhos. Círculo 3 – Espaço de Arte SP, São Paulo, abr. 2008.
Gravadores Brasileiros Contemporâneos. La Fundacion Sebastian A.C., Cidade do México, 2008.
Small Prints and Drawings. Goloborotko’s Studio, Nova Iorque, 2008.
Gravadores Brasileiros Contemporâneos. Hillyer Art Space, Washington D.C., 2008. 
Gravadores Brasileiros Contemporâneos. IAGO-Instituto de Artes Gráficas, Oaxaca, 2008.
Gravadores Brasileiros Contemporâneos. Pratt Institute, Nova Iorque, 2007.
Gravadores Brasileiros Contemporâneos. Goloborotko’s Studio, Nova Iorque, 2007.
Empreintes. Projeto Ponte Cultura, Prefeitura de Blauzac, jun. 2007.
Arte BA ’07. Galeria Caja de Arte, Buenos Aires, maio, 2007.
Zig Zag. Atica Galeria de Arte, Buenos Aires, 2007.
L’ Art Roman vu du Bresil. Igreja Saint Hugues, Anzy le Duc, 2006.
Zeitlupe/Câmara Lenta. Galeria Vicente Leite, Fortaleza, 2006.
Arte Pro Museu. Museu AfroBrasil, São Paulo, 2006.
Zig Zag. Galeria Berenice Arvani, São Paulo, out. 2006.
II Bienal Internacional da Gravura do Ceará. SESC Iracema, Fortaleza, out. 2006.
Maria Villares – Margot Delgado. Gravura Brasileira, São Paulo, ago. 2006.
Esteticas, Sueños y Utopías de los Artistas de Brasil por la Libertad – Novas Donaciones. Museo de la Solidaridad Salvador Allende, Santiago, jun. 2006.
Proyecto Paisajes. Caja de Arte, Buenos Aires, mar. 2006.
O Traço. Grifo Galeria de Arte, São Paulo, 2005.
Igreja Românica de St Hughes. Anzy le Duc, 2005.
Zeitlupe/Câmara Lenta. Biblioteca Estadual, Nurenberg, 2005.
Transparente Emoção. SESC, Ribeirão Preto, mar. 2005.
Atelier do Centro. São Paulo, 2004.
La Collecte Internationale. Galeria Gravura Brasileira, São Paulo, 2004.
X Salão UNAMA – Pequenos Formatos. Universidade da Amazônia, Belém, 2004.
Palmo Quadrado. Connecticut College, New London, out. 2004.
Margot Delgado / Maria Villares / Regina Dutra. Gravura Brasileira, São Paulo, jun. 2004.
Palmo Quadrado. Palo Alto Art Center, Palo Alto, jun. 2004.
3ª Bienal de Arte e Cultura – Diálogos. Jaboticabal, abr. 2004.
Uma viagem de 450 anos. SESC Pompéia, São Paulo, jan. 2004.
Projeto Lambe-Lambe. Atelier Piratininga, São Paulo, 2003.
Palmo Quadrado. Museum of Latin American Art, Long Beach, 2003.

S. Título - acrílica e carvão s/ tela / 87 x 131 / 2000

Cris Rocha – Jérôme Flkorent – José de Diago – Kika Levy – Maria Villares – Margot Delgado – Sonia Guggisberg. Atelier Piratininga, São Paulo, dez. 2003.
I Pacto da Criança. Paço das Artes, São Paulo, out. 2003.
Palmo Quadrado. Associação Alumni, São Paulo, ago. 2003.
I Quadrienal Internacional de Aquarela. FASM, São Paulo, ago. 2003.
Lugar de Encontros – Amélia Toledo entre Nós. Espaço de Artes UNICID, São Paulo, ago. 2003.
Encontro com a Arte. Espaço Cultural Cristal, São Paulo, mar. 2003.
Prato para a Arte V. Museu Lasar Segall, São Paulo, out. 2002.
Quase Desenho. Adriana Penteado Arte Contemporânea, São Paulo, out. 2002.
O Corpo Invisível II. Espaço de Artes UNICID, São Paulo, set. 2000.
O Corpo Invisível. SESC Vila Mariana, São Paulo, mar. 2000.
V Salão UNAMA de Pequenos Formatos. Universidade da Amazônia, Belém, maio 1999.
O Papel do Papel. Espaço de Artes UNICID,  São Paulo, 1999.
Crossing the Borders. Espaço Geis-Ponte Cultura, Nurenberg, 1998.
Pequenos Formatos. IV Salão UNAMA, Belém, 1998.
Avesso do Avesso. Paço das Artes, São Paulo, 1996.
25o. “Salão Bunkyo” de Artes Plásticas. Sociedade Brasileira de Cultura Japonesa, São Paulo, out. 1996.
Aquarela Brasil México 96. Museo Nacional de la Acuarela, México D.F., jul. 1996.
Malerei aus Brasilien. Verwaltungsräume Hans Geis. Nurenberg, abr. 1996.
Trilha Arte Contemporânea. Art For Less, São Paulo, 1995.
Pintura, Música e Literatura no Brasil. Gallerie Bellevue–Ponte Cultura, Berlim, 1995.
V Bienal de Santos – Artes Visuais. Pinacoteca Benedito Calixto Roberto Peres, Santos, out. 1995.
Aquarela FASM 95. Galeria Eugenie Villien, São Paulo, set. 1995.
50 Anos de Hiroshima. SESC Pompéia, São Paulo, ago. 1995.
Substâncias Visuais. Fundação Mokiti Okada, São Paulo, ago. 1995.
Malerei aus Brasilien. Raumen der Praxis. Wurzburg, maio 1995.
XXIII Salão de Arte Contemporânea. Santo André, abr. 1995.
Salão Arte 7. Curitiba, 1992.
Calendas. Zack 3 Bar, São Paulo, nov. 1992.
XVII Salão Nacional de Arte Contemporânea. Ribeirão Preto, jun. 1992.
Panorama da Arte Atual Brasileira – Tridimensional. Museu de Arte Moderna, São Paulo, 1991.
Cologravura. Paço das Artes, São Paulo, 1990.
Mia’s Art Show. Igreja Escandinava, São Paulo, 1990.
Adriana Marques Alves, Jeanne Rebouças, Maria Villares Guimarães. Galeria Our Choice, São Paulo, out. 1989.
Nove Artistas Novas. Toki Arte Galeria, São Paulo, 1986.
[Cerâmicas]. Momentos Galeria de Arte, Rio de Janeiro, 1986.
Mostras Abertas Cerâmica Arte. Sociedade Brasileira de Cultura Japonesa, São Paulo, 1ª, 2ª e 3ª; 1984-85-86.
[Cerâmicas]. Galeria Aquarela, Campinas, 1981.
Escola de Artesanato do MAM. Museu de Arte Moderna, São Paulo, 1957.

## Premiações
1º Prêmio: Pintura. XXV Salão de Artes Plásticas Bunkyo, São Paulo, 1996. 
1º Prêmio Cidade Ribeirão Preto: Desenho. XVII Salão de Arte Contemporânea, Ribeirão Preto, 1992.
1º Prêmio: Escultura. Salão Arte 7, Curitiba, 1991.

## Projetos Especiais
Painel no Atrium da Torre Oeste do Centro Empresarial Nações Unidas CENU, São Paulo.

Fachada do edifício na Av. Cásper Líbero

Pintura mural da fachada do edifício Tropical Planalto Hotel. Av. Casper Líbero, 117, São Paulo, Projeto Pró-centro, Prefeitura Municipal, 1998.
Mas isto é Moda? Sentidos do Vestir no Contemporâneo. Cenário para vídeo de Cristiane Mesquita, abr. 1997.
Troféu Uirapuru. Projeto e execução para os concursos de Música de Câmara da Faculdade Santa Marcelina, São Paulo, 1992.

## Obras em Acervos
Fundação Iberê Camargo, Porto Alegre, Brasil.
Museo de la Solidaridad Salvador Allende, Santiago, Chile.
Museum of Latin American Art, Long Beach, EUA.
Biblioteca Escola de Belas Artes da Universidade Federal de Minas Gerais, Belo Horizonte, Brasil.
Centro Cultural Itaú, São Paulo, Brasil.
Centro Empresarial Nações Unidas CENU, Painel no Atrium da Torre Oeste, São Paulo, Brasil.
Biblioteca Municipal Mário de Andrade, São Paulo, Brasil.
Museu AfroBrasil, São Paulo, Brasil.
Museu de Arte Moderna, São Paulo, Brasil.
Pinacoteca do Estado, São Paulo, Brasil.
Coleção Municipal, Ribeirão Preto, Brasil.
Jornal Gazeta do Povo, Curitiba, Brasil.